# Martin Büchel
Pour les articles homonymes, voir Büchel.
 (janvier 2010).
Si vous disposez d'ouvrages ou d'articles de référence ou si vous connaissez des sites web de qualité traitant du thème abordé ici, merci de compléter l'article en donnant les références utiles à sa vérifiabilité et en les liant à la section « Notes et références ».
Martin Büchel, né le 19 février 1987 au Liechtenstein, est footballeur international liechtensteinois évoluant au poste de milieu de terrain.

## Biographie
Il joue tout d'abord au FC Vaduz, club de deuxième division suisse. Après un passage au FC Zurich, il signe en janvier 2010 au FC Vaduz pour aider le club à retrouver l'élite suisse.